# Irbezartán
Az irbezartán egy angiotenzin II receptor antagonista gyógyszer, melyet magas vérnyomás kezelésére használnak. 
Az irbezartánt a sanofi-aventis cég fejlesztette ki és Aprovel néven gyártja.

## Javallatok
- Elsődleges indikációja a magas vérnyomás betegség.
- Az irbezartán késlelteti a diabetikus vesebetegség progresszióját ezért 2-es típusú cukorbetegségben szenvedő betegek számára is javasolt.

## Készítmények
- Aprovel (sanofi-aventis)

### Kombinációs készítmények
- Coaprovel (sanofi-aventis) (irbezartán + hidroklorotiazid)